# Petrus och Paulus katedral, Sydney
Petrus och Paulus katedral (ryska: Петропавловский собор; translitteration: Petropavlovskij sobor) är en rysk-ortodox katedral belägen i staden Sydney i delstaten New South Wales, i Australien.
Katedralen är helgad åt apostlarna Petrus och Paulus. Den tillhör Sydneys, Australiens och Nya Zeelands stift som ingår i Rysk-ortodoxa kyrkan utanför Ryssland.

## Historik
Innan Petrus och Paulus katedral byggdes hölls gudstjänster i en kyrka som tillhörde KFUK-KFUM.
Katedralen byggdes år 1953. I maj samma år restes korset på klocktornets kupol och katedralen invigdes den 27 december av ärkebiskop Theodor.